# 도조역 (히로시마현)
도조역(일본어: 東城駅)은 일본 히로시마현 쇼바라시에 위치한 서일본 여객철도 게이비 선의 철도역이다. 단선 승강장 1면 1선의 구조를 갖춘 지상역이다.

## 이용 현황
| 연도     | 하루 평균 | 연도     | 하루 평균 |
| 1999년도 | 76        | 2005년도 | 28        |
| 2000년도 | 68        | 2006년도 | 17        |
| 2001년도 | 43        | 2007년도 | 16        |
| 2002년도 | 30        | 2008년도 | 14        |
| 2003년도 | 32        | 2009년도 | 12        |
| 2004년도 | 33        | 2010년도 | 11        |
| -------- | --------- | -------- | --------- |

## 역 주변
- 국도 제182호선 · 국도 제314호선
- 쇼바라 시청 도조 지소

## 역사
- 1930년 11월 25일 : 일본국유철도 산신 선이 야가미역까지 연신해, 종착역으로서 개업.
- 1935년 6월 15일 : 산신 선이 오누카역까지 연신해, 도중역이 되었다.
- 1937년 7월 1일 : 산신 선이 게이비 선의 일부가 되어, 이 역도 그 소속으로 한다.
- 1987년 4월 1일 : 일본국유철도 분할 민영화에 의해, 서일본 여객철도가 승계.
- 2001년 3월 3일 : 역무원 배치 폐지, 간이 위탁역으로 한다.
- 시기 불명 : 구) 상행선 승강장 사용 폐지, 이것에 의해, 니미 - 빈고오치아이의 구간에서는, 야가미 역보다 서쪽으로의 교행은 없어졌다.

## 인접 역
| 서일본 여객철도 게이비 선 | 서일본 여객철도 게이비 선 | 서일본 여객철도 게이비 선 |
| ------------------------- | ------------------------- | ------------------------- |
| 야가미 니미 방면          | □ 쾌속                    | 빈고야와타 히로시마 방면  |
| 노치 니미 방면            | ■ 보통                    | 빈고야와타 히로시마 방면  |